# Барские Поляны
Барские Поляны — село в Гагинском районе Нижегородской области. Входит в состав Ветошкинского сельсовета.

## География
Находится в южной части Нижегородской области на расстоянии приблизительно 13 километра (по прямой) на север-северо-восток от села Гагино.

## История
С 1786 года упоминается пустошь Сурина, ставшая деревней Сурки. Известно, что в 1853 году деревня Сурки, принадлежавшая А. Ф. Рахманову, была продана за карточные долги сына генерал-майору Пашкову А. В. В 1874 году здесь была построена деревянная церковь. С тех пор деревня стала селом с новым названием.

## Население
Постоянное население составляло 20 человек (русские 100 %) в 2002 году, 7 в 2010.